# 멜론 뮤직 어워드
멜론 뮤직 어워드(Melon Music Awards, 약칭: MMA)는 온라인 음악 스트리밍 서비스 멜론의 주최로 진행되는 음악 시상식이다. 2005년부터 2008년까지 온라인으로 시상을 하다가, 2009년부터 오프라인으로 처음 시상식이 개최되었다.

## 역사와 명칭
2005년 온라인상에서부터 시작된 멜론 뮤직 어워드는 2009년부터는 오프라인까지 확대하여 시상식을 개최하기 시작하였다. 1년 간의 멜론 이용 데이터를 바탕으로 멜론 사이트 이용자 투표를 합산해 수상자를 결정한다.
제1회 멜론 뮤직 어워드는 2009년 12월 16일 서울 올림픽홀에서 장근석의 사회로 개최되었다. 이날 시상식에서 소녀시대는 대상을 포함한 6관왕에 로엔 엔터테인먼트올랐다.
제2회 멜론 뮤직 어워드는 2010년 12월 15일 경희대학교 평화의 전당에서 열렸으며 송중기가 진행자를 맡았다. 이날 소녀시대는 지난 1회에 이어 2회에서도 올해의 아티스트상을 수상해 2년연속 최고의 가수로 인정받았다. 또한 소녀시대는 4관왕을 하며 이날 최다 수상자로 올랐고, 그 외 2NE1, 2AM, 씨엔블루가 이날 2관왕을 했다.
제3회 멜론 뮤직 어워드는 2011년 11월 24일 서울 올림픽 공원 체조경기장에서 열렸고, 박신혜와 이특, 윤두준이 진행자를 맡았다. 이날 비스트가 남자 그룹으로는 최초로 아티스트상을 수상했으며, 비스트는 3관왕에 올랐고, 2NE1, 아이유, 슈퍼주니어가 2관왕을 했다.
제4회 멜론 뮤직 어워드는 2012년 12월 14일, 제5회 멜론 뮤직 어워드는 2013년 11월 14일, 제6회 멜론 뮤직 어워드는 2014년 11월 13일 서울 올림픽 공원 체조경기장에서 개최되었다. 제6회 멜론 뮤직 어워드는 이색적으로 사회자 없이 진행되었다.

## 역대 최다 수상자
| 순위     | 1위        | 2위       | 3위       |
| -------- | ---------- | --------- | --------- |
| 아티스트 | 방탄소년단 | EXO       | 소녀시대  |
| 총 수상  | 30회 수상  | 17회 수상 | 12회 수상 |

## 시상 부문

### 온라인 시상식 (2005년 ~ 2008년)
2005년
- Artist(올해의 가수상)
- Music Video(올해의 뮤직비디오상)
- Song(올해의 노래상)
- Album(올해의 앨범상)
- New Artist (신인상)

2006년
- Artist(올해의 가수상)
- Album(올해의 앨범상)
- Song(올해의 노래상)
- Music Video(올해의 뮤직비디오상)
- New Artist (신인상)

2007년
- Song(올해의 노래상)
- Artist(올해의 가수상)
- Music Video(올해의 뮤직비디오상)
- New Artist (신인상)
- 올해의 발라드상
- 올해의 POP상

2008년
- Artist(올해의 가수상)
- Music Video(올해의 뮤직비디오상)
- Song(올해의 노래상)
- New Artist (신인상)
- 올해의 발라드상
- 올해의 ROCK상
- 올해의 R&B상
- 올해의 POP상

### 오프라인 시상식
2009년
- Artist(올해의 가수상)
- Album(올해의 앨범상)
- Song(올해의 노래상)
- Top 10 (가장 사랑받은 10대 아티스트)
- New Artist (신인상)
- Star (인기상)
- Mania (파워 멜로너가 선정하는 인기곡)
- Smart Radio (스마트라디오 최다 선곡 노래)
- Special Album (스페셜앨범(OST/컴필/기획앨범 등)상)
- 생각대로 T Mobile Music (모바일상)
- Current System (최근 가장 사랑받은 노래상)

(이상 투표가능)
- Sudden Rise (멜론차트에서 최단기간에 급상승한 곡상)
- Odyssey (멜론차트에서 최장기간동안 머문 곡)
- Song Writer (작사가, 작곡가 상)
- Y-star (PD가 뽑는 상)

(이상 사전심사)
2010년
- 아티스트상(최고 인기 아티스트)
- 앨범상(최고 인기 앨범)
- 생각대로 T 베스트송상(최고 인기 곡)
- Top 10 (가장 사랑받은 10대 아티스트)
- 신인상 (최고 인기 신인)
- 네티즌 인기배틀상 (멜론차트 네티즌 인기배틀 차트 기준)
- 핫트렌드상 (최근 3개월간 최고 인기곡)
- 스페셜상 OST 부문 (OST 부문 최고 인기곡)
- 스페셜상 랩/힙합 부문 (멜론차트 랩/힙합 부문 최고 인기곡)
- 스페셜상 R&B 부문 (멜론차트 R&B 부문 최고 인기곡)
- 스페셜상 트로트 부문 (멜론차트 트로트 부문 최고 인기곡)
- 스페셜상 얼터너티브 부문 (멜론차트 인디뮤직/얼터너티브 팝&락 부문 최고 인기곡)
- 뮤직비디오상 (최고 뮤직비디오)

(이상 투표가능)
- Song Writer상 (최고 작사가 또는 작곡가)
- MBC+ 스타상 (MBC+ 미디어 선정 특별상)
- 공연문화상 (독창적인 무대 연출력과 에너지 넘치는 퍼포먼스로 공연문화에 기여한 아티스트)
- MBC 라디오 가수상 (MBC 라디오에 가장 큰 기여를 한 아티스트)

(이상 사전심사)
- 어워드 베스트 드레서상 (시상식 당일 최고의 의상을 선보인 아티스트)

(이상 행사 당일 온/오프라인 행사 관람자 대상 투표)
2011년
- 아티스트상(최고 인기 아티스트)
- 앨범상(최고 인기 앨범)
- SK플래닛 베스트송상(최고 인기 곡)
- 글로벌 아티스트상(K-POP을 빛낸 최고 인기 아티스트)
- Top 10 (가장 사랑받은 10대 아티스트)
- 신인상 (최고 인기 신인)
- 네티즌 인기상 (멜론차트 네티즌 인기배틀 차트 기준)
- 핫트렌드상 (2011년 한해 대중음악을 괄목할만한 기획 및 프로젝트)
- 뮤직스타일상 OST 부문 (OST 부문 최고 인기곡)
- 뮤직스타일상 락 부문 (멜론차트 락 부문 최고 인기곡)
- 뮤직스타일상 랩/힙합 부문 (멜론차트 랩/힙합 부문 최고 인기곡)
- 뮤직스타일상 R&B/발라드 부문 (멜론차트 R&B 부문 최고 인기곡)
- 뮤직비디오상 (최고 뮤직비디오)

(이상 투표가능)
- Song Writer상 (최고 작사가 또는 작곡가)
- MBC 뮤직 스타상 (MBC+ 미디어 선정 특별상)
- 공연문화상 (독창적인 무대 연출력과 에너지 넘치는 퍼포먼스로 공연문화에 기여한 아티스트)

(이상 사전심사)
2012년
- 아티스트상(최고 인기 아티스트)
- 앨범상(최고 인기 앨범)
- T스토어 베스트송상(최고 인기 곡)
- 글로벌 아티스트상(K-POP을 빛낸 최고 인기 아티스트)
- Top 10 (가장 사랑받은 10대 아티스트)
- 신인상 (최고 인기 신인)
- 네티즌 인기상 (멜론차트 네티즌 인기배틀 차트 기준)
- 핫트렌드상 (2012년 한해 대중음악을 괄목할만한 기획 및 프로젝트)
- 뮤직스타일상 OST 부문 (OST 부문 최고 인기곡)
- 뮤직스타일상 락 부문 (멜론차트 락 부문 최고 인기곡)
- 뮤직스타일상 랩/힙합 부문 (멜론차트 랩/힙합 부문 최고 인기곡)
- 뮤직스타일상 R&B/발라드 부문 (멜론차트 R&B 부문 최고 인기곡)
- 뮤직스타일상 POP 부문 (멜론차트 POP 부문 최고 인기곡)
- 뮤직비디오상 (최고 뮤직비디오)

(이상 투표가능)
- Song Writer상 (최고 작사가 또는 작곡가)
- MBC 뮤직 스타상 (MBC+ 미디어 선정 특별상)
- 공연문화상 (독창적인 무대 연출력과 에너지 넘치는 퍼포먼스로 공연문화에 기여한 아티스트)

(이상 사전심사)
2013년
- 아티스트상(최고 인기 아티스트)
- 앨범상(최고 인기 앨범)
- 베스트송상(최고 인기 곡)
- 글로벌 아티스트상(K-POP을 빛낸 최고 인기 아티스트)
- Top 10 (가장 사랑받은 10대 아티스트)
- 신인상 (최고 인기 신인)
- 네티즌 인기상 (멜론차트 네티즌 인기배틀 차트 기준)
- 핫트렌드상 (2013년 한해 대중음악을 괄목할만한 기획 및 프로젝트)
- 뮤직스타일상 부문 (OST 부문 최고 인기곡)
- 뮤직스타일상 락 부문 (멜론차트 락 부문 최고 인기곡)
- 뮤직스타일상 랩/힙합 부문 (멜론차트 랩/힙합 부문 최고 인기곡)
- 뮤직스타일상 R&B/발라드 부문 (멜론차트 R&B 부문 최고 인기곡)
- 뮤직스타일상 POP 부문 (멜론차트 POP 부문 최고 인기곡)
- 뮤직비디오상 (최고 뮤직비디오)

(이상 투표가능)
- Song Writer상 (최고 작사가 또는 작곡가)
- MBC 뮤직 스타상 (MBC+ 미디어 선정 특별상)
- 공연문화상 (독창적인 무대 연출력과 에너지 넘치는 퍼포먼스로 공연문화에 기여한 아티스트)

(이상 사전심사)
2014년
- 아티스트상(최고 인기 아티스트)
- 앨범상(최고 인기 앨범)
- 베스트송상(최고 인기 곡)
- Top 10 (가장 사랑받은 10대 아티스트)
- 신인상 (최고 인기 신인)
- 네티즌 인기상 (멜론차트 네티즌 인기배틀 차트 기준)
- 핫트렌드상 (2014년 한해 대중음악을 괄목할만한 기획 및 프로젝트)
- 뮤직스타일상 OST 부문 (OST 부문 최고 인기곡)
- 뮤직스타일상 락 부문 (멜론차트 락 부문 최고 인기곡)
- 뮤직스타일상 랩/힙합 부문 (멜론차트 랩/힙합 부문 최고 인기곡)
- 뮤직스타일상 R&B/소울 부문 (멜론차트 R&B 부문 최고 인기곡)
- 뮤직스타일상 발라드 부문 (멜론차트 발라드 부문 최고 인기곡)
- 뮤직스타일상 댄스 부문 (남/여) (멜론차트 댄스 부문 최고 인기곡)
- 뮤직스타일상 인디 부문 (멜론차트 인디 부문 최고 인기곡)
- 뮤직스타일상 포크 부문 (멜론차트 포크 부문 최고 인기곡)
- 뮤직스타일상 일렉트로니카 부문 (멜론차트 일렉트로니카 부문 최고 인기곡)
- 뮤직비디오상 (최고 뮤직비디오)

(이상 투표가능)
- Song Writer상 (최고 작사가 또는 작곡가)
- MBC 뮤직 스타상 (MBC+ 미디어 선정 특별상)

(이상 사전심사)
2015년
- 아티스트상(최고 인기 아티스트)
- 앨범상(최고 인기 앨범)
- 베스트송상(최고 인기 곡)
- Top 10 (가장 사랑받은 10대 아티스트)
- 신인상 (남/여) (최고 인기 신인)
- 네티즌 인기상 (멜론차트 주간 어워드 기준)
- 핫트렌드상 (2015년 한해 대중음악을 괄목할만한 기획 및 프로젝트)
- 뮤직스타일상 OST 부문 (OST 부문 최고 인기곡)
- 뮤직스타일상 락 부문 (멜론차트 락 부문 최고 인기곡)
- 뮤직스타일상 랩/힙합 부문 (멜론차트 랩/힙합 부문 최고 인기곡)
- 뮤직스타일상 R&B/소울 부문 (멜론차트 R&B 부문 최고 인기곡)
- 뮤직스타일상 발라드 부문 (멜론차트 발라드 부문 최고 인기곡)
- 뮤직스타일상 댄스 부문 (남/여) (멜론차트 댄스 부문 최고 인기곡)
- 뮤직스타일상 인디 부문 (멜론차트 인디 부문 최고 인기곡)
- 뮤직스타일상 포크 부문 (멜론차트 포크 부문 최고 인기곡)
- 뮤직스타일상 트로트 부문 (멜론차트 트로트 부문 최고 인기곡)
- 뮤직스타일상 POP 부문 (멜론차트 POP 부문 최고 인기곡)

(이상 투표가능)
- 뮤직비디오상 (최고 뮤직비디오)
- Song Writer상 (최고 작사가 또는 작곡가)
- MBC 뮤직 스타상 (MBC+ 미디어 선정 특별상)

(이상 사전심사)
2017년
- 아티스트상(최고 인기 아티스트)
- 앨범상(최고 인기 앨범)
- 베스트송상(최고 인기 곡)
- Top 10 (가장 사랑받은 10대 아티스트)
- 신인상 (남/여) (최고 인기 신인)
- 네티즌 인기상 (멜론차트 주간 어워드 기준)
- 핫트렌드상 (2018년 한해 대중음악을 괄목할만한 기획 및 프로젝트)
- 카카오 핫스타상 (카카오의 사용자가 선정한 인기 곡)
- 뮤직스타일상 OST 부문 (OST 부문 최고 인기곡)
- 뮤직스타일상 락 부문 (멜론차트 락 부문 최고 인기곡)
- 뮤직스타일상 랩/힙합 부문 (멜론차트 랩/힙합 부문 최고 인기곡)
- 뮤직스타일상 R&B/소울 부문 (멜론차트 R&B 부문 최고 인기곡)
- 뮤직스타일상 발라드 부문 (멜론차트 발라드 부문 최고 인기곡)
- 뮤직스타일상 댄스 부문 (남/여) (멜론차트 댄스 부문 최고 인기곡)
- 뮤직스타일상 인디 부문 (멜론차트 인디 부문 최고 인기곡)
- 뮤직스타일상 트로트 부문 (멜론차트 트로트 부문 최고 인기곡)
- 뮤직스타일상 POP 부문 (멜론차트 POP 부문 최고 인기곡)
- 뮤직비디오상 (최고 뮤직비디오)
- Song Writer상 (최고 작사가 또는 작곡가)
- 글로벌 아티스트상 (2018년 전 세계적으로 괄목한 만한 성과를 이룬 아티스트)
- Stage of the Year (2018년 가장 사랑받은 공연)
- 1theK 퍼포먼스상 (1theK가 선정한 인기 아티스트)
- MBC 뮤직 스타상 (MBC+ 미디어 선정 특별상)

2018년
- 아티스트상(최고 인기 아티스트)
- 레코드상(2018년 가장 주목할 만한 음악적 성취를 이룬 아티스트와 그 제작자)
- 앨범상(최고 인기 앨범)
- 베스트송상(최고 인기 곡)
- Top 10 (가장 사랑받은 10대 아티스트)
- 신인상 (남/여) (최고 인기 신인)
- 네티즌 인기상 (멜론차트 주간 어워드 기준)
- 핫트렌드상 (2018년 한해 대중음악을 괄목할만한 기획 및 프로젝트)
- 카카오 핫스타상 (카카오의 사용자가 선정한 인기 곡)
- 뮤직스타일상 OST 부문 (OST 부문 최고 인기곡)
- 뮤직스타일상 락 부문 (멜론차트 락 부문 최고 인기곡)
- 뮤직스타일상 랩/힙합 부문 (멜론차트 랩/힙합 부문 최고 인기곡)
- 뮤직스타일상 R&B/소울 부문 (멜론차트 R&B 부문 최고 인기곡)
- 뮤직스타일상 발라드 부문 (멜론차트 발라드 부문 최고 인기곡)
- 뮤직스타일상 댄스 부문 (남/여) (멜론차트 댄스 부문 최고 인기곡)
- 뮤직스타일상 인디 부문 (멜론차트 인디 부문 최고 인기곡)
- 뮤직스타일상 트로트 부문 (멜론차트 트로트 부문 최고 인기곡)
- 뮤직스타일상 POP 부문 (멜론차트 POP 부문 최고 인기곡)
- 뮤직비디오상 (최고 뮤직비디오)
- Song Writer상 (최고 작사가 또는 작곡가)
- 글로벌 아티스트상 (2018년 전 세계적으로 괄목한 만한 성과를 이룬 아티스트)
- Stage of the Year (2018년 가장 사랑받은 공연)
- 1theK 퍼포먼스상 (1theK가 선정한 인기 아티스트)

## 역대 대상
| 회차 | 연도   | 수상자                           | 수상자     | 수상자                                 | 수상자       |
| 회차 | 연도   | 베스트송상                       | 아티스트상 | 앨범상                                 | 레코드상     |
| ---- | ------ | -------------------------------- | ---------- | -------------------------------------- | ------------ |
| 1    | 2009년 | 소녀시대 - Gee                   | 소녀시대   | 지드래곤 - Heartbreaker                | -            |
| 2    | 2010년 | 2AM - 죽어도 못 보내             | 소녀시대   | 2NE1 - To Anyone                       | -            |
| 3    | 2011년 | 아이유 - 좋은 날                 | 비스트     | 2NE1 - 2NE1 2nd Mini Album             | -            |
| 4    | 2012년 | 싸이 - 강남스타일                | 비스트     | 버스커 버스커 - 버스커 버스커          | -            |
| 5    | 2013년 | EXO - 으르렁                     | 샤이니     | 버스커 버스커 - 버스커 버스커 2집      | -            |
| 6    | 2014년 | 태양 - 눈, 코, 입                | 아이유     | god - Chapter 8                        | -            |
| 7    | 2015년 | 빅뱅 - 뱅뱅뱅                    | 빅뱅       | EXO - EXODUS                           | -            |
| 8    | 2016년 | 트와이스 - CHEER UP              | EXO        | 방탄소년단 - 화양연화 Young Forever    | -            |
| 9    | 2017년 | 방탄소년단 - 봄날                | EXO        | 아이유 - 팔레트                        | -            |
| 10   | 2018년 | iKON - 사랑을 했다               | 방탄소년단 | 방탄소년단 - LOVE YOURSELF 轉 'Tear'   | 워너원       |
| 11   | 2019년 | 방탄소년단 - 작은 것들을 위한 시 | 방탄소년단 | 방탄소년단 - MAP OF THE SOUL : PERSONA | 방탄소년단   |
| 12   | 2020년 | 방탄소년단 - Dynamite            | 방탄소년단 | 방탄소년단 - MAP OF THE SOUL : 7       | -            |
| 13   | 2021년 | 방탄소년단 - Butter              | 아이유     | 아이유 - LILAC                         | aespa        |
| 14   | 2022년 | IVE - LOVE DIVE                  | 임영웅     | 임영웅 - IM HERO                       | 방탄소년단   |
| 15   | 2023년 | NewJeans - Ditto                 | NewJeans   | IVE - I've IVE                         | NCT DREAM    |
| 16   | 2024년 | aespa - Supernova                | aespa      | aespa - Armageddon                     | (여자)아이들 |

## 역대 시상식

### 1회
- 개최 : 2009년 12월 16일 (수요일) 오후 7시 / 올림픽공원 올림픽홀
- 사회 : 장근석, 박신혜

| 시상 구분              | 수상자                                                                                      |
| ---------------------- | ------------------------------------------------------------------------------------------- |
| 아티스트상             | 소녀시대                                                                                    |
| 앨범상                 | 지드래곤 - Heartbreaker                                                                     |
| 베스트송상             | 소녀시대 - Gee                                                                              |
| Top 10                 | 2NE1, 2PM, 8eight, 다비치, 브라운 아이드 걸스, 소녀시대, 슈퍼주니어, 카라, 케이윌, 지드래곤 |
| New Artist             | 2NE1                                                                                        |
| Star                   | 동방신기                                                                                    |
| Mania                  | 동방신기 - 주문 (MIROTIC)                                                                   |
| Smart Radio            | 소녀시대                                                                                    |
| Special Album          | 무한도전 올림픽대로 듀엣가요제 (이트라이브 - 냉면)                                          |
| 생각대로T Mobile Music | 소녀시대 - Gee                                                                              |
| Curren Stream          | 김태우 - 사랑비                                                                             |
| Sudden Rise            | 리쌍 - 헤어지지 못하는 여자, 떠나가지 못하는 남자                                           |
| Odyssey                | 소녀시대 - Gee                                                                              |
| Song Writer            | 방시혁                                                                                      |
| Y-star                 | 이승철                                                                                      |

### 2회
- 개최 : 2010년 12월 15일 (수요일) 오후 7시 / 경희대학교 평화의 전당
- 사회 : 송중기

| 시상 구분                | 수상자                                                                   |
| ------------------------ | ------------------------------------------------------------------------ |
| 아티스트상               | 소녀시대                                                                 |
| 앨범상                   | 2NE1 - To Anyone                                                         |
| 베스트송상               | 2AM - 죽어도 못 보내                                                     |
| Top 10                   | 2AM, 2NE1, 2PM, 소녀시대, 씨엔블루, 아이유, 이승기, 티아라, 포맨, DJ DOC |
| 신인상                   | 씨엔블루                                                                 |
| 핫트렌드상               | 소녀시대 - 훗 (Hoot)                                                     |
| 네티즌 인기배틀상        | 슈퍼주니어 - 미인아                                                      |
| 스페셜상 OST 부문        | 이승기 - 정신이 나갔었나봐 (내 여자친구는 구미호 OST)                    |
| 스페셜상 랩/힙합 부문    | 슈프림팀 - 땡땡땡                                                        |
| 스페셜상 R&B 부문        | 거미 - 남자라서                                                          |
| 스페셜상 트로트 부문     | 장윤정 - 올래                                                            |
| 스페셜상 얼터너티브 부문 | 뜨거운 감자 - 고백                                                       |
| 뮤직비디오상             | 황수아 (가인 - 돌이킬 수 없는)                                           |
| Song Writer상            | 이민수, 김이나 (아이유 - 잔소리)                                         |
| MBC+ 스타상              | 미쓰에이                                                                 |
| 공연문화상               | 싸이                                                                     |
| MBC 라디오 가수상        | 정엽                                                                     |
| 어워드 베스트 드레서상   | 소녀시대                                                                 |

### 3회
- 개최 : 2011년 11월 24일 (목요일) 오후 7시 / 올림픽공원 체조 경기장
- 사회 : 박신혜, 이특, 윤두준

| 시상 구분                    | 수상자                                                                     |
| ---------------------------- | -------------------------------------------------------------------------- |
| 아티스트상                   | 비스트                                                                     |
| 앨범상                       | 2NE1 - 2NE1 2nd Mini Album                                                 |
| 베스트송상                   | 아이유 - 좋은 날                                                           |
| 글로벌 K-POP 아티스트상      | 소녀시대                                                                   |
| Top 10                       | 2NE1, f(x), 리쌍, 박정현, 비스트, 빅뱅, 슈퍼주니어, 시크릿, 씨스타, 아이유 |
| 신인상                       | 허각                                                                       |
| 핫트렌드상                   | 무한도전 - 서해안 고속도로 가요제                                          |
| 네티즌 인기상                | 슈퍼주니어 - Mr. Simple                                                    |
| 뮤직스타일상 OST 부문        | 써니힐 - 두근 두근 (최고의 사랑 OST)                                       |
| 뮤직스타일상 락 부문         | 씨엔블루 - 직감                                                            |
| 뮤직스타일상 랩/힙합 부문    | 지드래곤&T.O.P - Oh Yeah (Feat. 박봄)                                      |
| 뮤직스타일상 R&B/발라드 부문 | 김범수 - 제발                                                              |
| 뮤직비디오상                 | 차은택 (티아라 - Roly Poly)                                                |
| Song Writer상                | 전해성 (백지영 - 그 여자)                                                  |
| MBC 뮤직 스타상              | 백지영                                                                     |
| 공연문화상                   | 이승환                                                                     |

### 4회
- 개최 : 2012년 12월 14일 (금요일) 오후 7시 / 올림픽공원 체조 경기장
- 사회 : 문희준, 데니 안, 이기광, 남우현

| 시상 구분                    | 수상자                                                                          |
| ---------------------------- | ------------------------------------------------------------------------------- |
| 아티스트상                   | 비스트                                                                          |
| 앨범상                       | 버스커 버스커 - 버스커 버스커                                                   |
| 베스트송상                   | 싸이 - 강남스타일                                                               |
| 글로벌 아티스트상            | 싸이                                                                            |
| Top 10                       | 2NE1, 버스커 버스커, 비스트, 빅뱅, 싸이, 씨스타, 아이유, 인피니트, 티아라, 허각 |
| 신인상                       | 에일리, B.A.P                                                                   |
| 핫트렌드상                   | 트러블 메이커 - Trouble Maker                                                   |
| 네티즌 인기상                | 비스트                                                                          |
| 뮤직스타일상 OST 부문        | 서인국&정은지 - All For You (응답하라 1997 OST)                                 |
| 뮤직스타일상 락 부문         | 넬 - 그리고, 남겨진 것들                                                        |
| 뮤직스타일상 랩/힙합 부문    | 다이나믹 듀오 - 거기서 거기                                                     |
| 뮤직스타일상 R&B/발라드 부문 | 케이윌 - 이러지마 제발                                                          |
| 뮤직스타일상 POP 부문        | 마룬 5                                                                          |
| 뮤직비디오상                 | 조수현 (싸이 - 강남스타일)                                                      |
| Song Writer상                | 이단옆차기 (씨스타 - Loving U)                                                  |
| MBC 뮤직 스타상              | 신동, 김신영                                                                    |

### 5회
- 개최 : 2013년 11월 14일 (목요일) 오후 7시 / 올림픽공원 체조 경기장
- 사회 : EXO[8], 이유비

| 시상 구분                    | 수상자                                                                                      |
| ---------------------------- | ------------------------------------------------------------------------------------------- |
| 아티스트상                   | 샤이니                                                                                      |
| 앨범상                       | 버스커 버스커 - 버스커 버스커 2집                                                           |
| 베스트송상                   | EXO - 으르렁                                                                                |
| 글로벌 아티스트상            | 싸이                                                                                        |
| Top 10                       | EXO, 샤이니, 다이나믹 듀오, 버스커 버스커, 비스트, 다비치, 씨스타, 아이유, 에일리, 지드래곤 |
| 신인상                       | 김예림, 방탄소년단                                                                          |
| 핫트렌드상                   | 크레용팝 - 빠빠빠, 장미여관 - 오빠라고 불러다오                                             |
| 네티즌 인기상                | EXO                                                                                         |
| 뮤직스타일상 OST 부문        | 윤미래 - Touch Love (주군의 태양 OST)                                                       |
| 뮤직스타일상 락 부문         | 조용필 - Bounce                                                                             |
| 뮤직스타일상 랩/힙합 부문    | 배치기 - 눈물 샤워 (Feat. 에일리)                                                           |
| 뮤직스타일상 R&B/발라드 부문 | 케이윌 - Love Blossom, 허각 - 모노드라마                                                    |
| 뮤직스타일상 POP 부문        | 브루노 마스 - Young Girls                                                                   |
| 뮤직비디오상                 | 이기백 (비스트 - Shadow)                                                                    |
| Song Writer상                | 신사동호랭이 (에일리 - U&I, 에이핑크 - No No No)                                            |
| MBC 뮤직 스타상              | f(x)                                                                                        |
| 공연 문화상                  | 신승훈                                                                                      |

### 6회
- 개최 : 2014년 11월 13일 (목요일) 오후 7시 / 올림픽공원 체조 경기장

| 시상 구분                      | 수상자                                                                   |
| ------------------------------ | ------------------------------------------------------------------------ |
| 아티스트상                     | 아이유                                                                   |
| 앨범상                         | god - Chapter 8                                                          |
| 베스트송상                     | 태양 - 눈, 코, 입                                                        |
| Top 10                         | 2NE1, EXO, god, 위너, 걸스데이, 비스트, 씨스타, 아이유, 악동뮤지션, 태양 |
| 신인상                         | 위너                                                                     |
| 핫트렌드상                     | 소유&정기고 - 썸                                                         |
| 네티즌 인기상                  | 비스트                                                                   |
| 뮤직스타일상 OST 부문          | 린 - My Destiny (별에서 온 그대 OST)                                     |
| 뮤직스타일상 락 부문           | 씨엔블루 - Can`t Stop                                                    |
| 뮤직스타일상 랩/힙합 부문      | 산이, 레이나 - 한여름밤의 꿀                                             |
| 뮤직스타일상 R&B/소울 부문     | 플라이 투 더 스카이 - 너를 너를 너를                                     |
| 뮤직스타일상 발라드 부문       | 엠씨 더 맥스 - 그대가 분다                                               |
| 뮤직스타일상 댄스 남자 부문    | 블락비 - HER                                                             |
| 뮤직스타일상 댄스 여자 부문    | 에이핑크 - Mr. Chu                                                       |
| 뮤직스타일상 인디 부문         | 스탠딩 에그 - 내게 기대 (Feat. 박세영)                                   |
| 뮤직스타일상 포크 부문         | 악동뮤지션 - 200%                                                        |
| 뮤직스타일상 일렉트로니카 부문 | 2NE1 - Come Back Home                                                    |
| 뮤직비디오상                   | 원태연 (멜로디데이 - 어떤 안녕)                                          |
| Song Writer상                  | 김도훈 (소유&정기고 - 썸, 에일리 - 손대지마)                             |
| MBC 뮤직 스타상                | 레이디스 코드                                                            |

### 7회
- 개최 : 2015년 11월 7일 (토요일) 오후 7시 / 올림픽공원 체조 경기장
- 사회 : 서강준

| 시상 구분                   | 수상자                                                                    |
| --------------------------- | ------------------------------------------------------------------------- |
| 아티스트상                  | 빅뱅                                                                      |
| 앨범상                      | EXO The 2nd Album 'EXODUS'                                                |
| 베스트송상                  | 빅뱅 - 뱅뱅뱅                                                             |
| Top 10                      | 에이핑크, 빅뱅, EXO, 산이, 자이언티, 샤이니, 소녀시대, 씨스타, 토이, 혁오 |
| 신인상 남자                 | iKON                                                                      |
| 신인상 여자                 | 여자친구                                                                  |
| 핫트렌드상                  | 무한도전 - 영동 고속도로 가요제                                           |
| 네티즌 인기상               | 빅뱅                                                                      |
| 뮤직스타일상 OST 부문       | 로꼬, 유주 - 우연히 봄                                                    |
| 뮤직스타일상 락 부문        | 김성규 - 너여야만 해                                                      |
| 뮤직스타일상 랩/힙합 부문   | 매드 클라운 - 화                                                          |
| 뮤직스타일상 R&B/소울 부문  | 나얼 - 같은 시간 속의 너                                                  |
| 뮤직스타일상 발라드 부문    | 백아연 - 이럴거면 그러지말지                                              |
| 뮤직스타일상 댄스 남자 부문 | 방탄소년단 - I NEED U                                                     |
| 뮤직스타일상 댄스 여자 부문 | 레드벨벳 - Ice Cream Cake                                                 |
| 뮤직스타일상 인디 부문      | 스탠딩 에그 - 햇살이 아파                                                 |
| 뮤직스타일상 포크 부문      | 10cm - 쓰담쓰담                                                           |
| 뮤직스타일상 트로트 부문    | 홍진영 - 사랑의 와이파이                                                  |
| 뮤직스타일상 POP 부문       | 마크 론슨 - Uptown Funk                                                   |
| 뮤직비디오상                | 박진영 - 어머님이 누구니                                                  |
| Song Writer상               | 테디                                                                      |
| MBC 뮤직 스타상             | EXID                                                                      |
| 1theK 퍼포먼스상            | 몬스타엑스                                                                |

### 8회
- 개최 : 2016년 11월 19일 (토요일) 오후 7시 / 고척 스카이돔

| 시상 구분                     | 수상자                                                                                |
| ----------------------------- | ------------------------------------------------------------------------------------- |
| 아티스트상                    | EXO                                                                                   |
| 앨범상                        | 방탄소년단 화양연화 Young Forever                                                     |
| 베스트송상                    | 트와이스 - CHEER UP                                                                   |
| Top 10                        | 비와이, EXO, 레드벨벳, 트와이스, 마마무, 방탄소년단, 악동뮤지션, 여자친구, 지코, 태연 |
| 신인상                        | 블랙핑크                                                                              |
| 핫트렌드상                    | 지코                                                                                  |
| 네티즌 인기상                 | EXO                                                                                   |
| 뮤직스타일상 OST 부문         | 윤미래 - Always                                                                       |
| 뮤직스타일상 락 부문          | 하현우 - Don't Cry                                                                    |
| 뮤직스타일상 랩/힙합 부문     | 지코 - 유레카                                                                         |
| 뮤직스타일상 R&B/소울 부문    | 수지, 백현 - Dream                                                                    |
| 뮤직스타일상 발라드 남자 부문 | 임창정 - 내가 저지른 사랑                                                             |
| 뮤직스타일상 발라드 여자 부문 | 정은지 - 하늘바라기                                                                   |
| 뮤직스타일상 댄스 남자 부문   | EXO - Monster                                                                         |
| 뮤직스타일상 댄스 여자 부문   | 여자친구 - 시간을 달려서                                                              |
| 뮤직스타일상 인디 부문        | 볼빨간 사춘기 - 우주를 줄게                                                           |
| 뮤직스타일상 포크/블루스 부문 | 10cm - 봄이 좋냐??                                                                    |
| 뮤직스타일상 트로트 부문      | 홍진영 - 엄지 척                                                                      |
| 뮤직스타일상 POP 부문         | 저스틴 비버                                                                           |
| 뮤직비디오상                  | 신희원 (레드벨벳 - Russian Roulette)                                                  |
| Song Writer상                 | 방시혁                                                                                |
| MBC 뮤직 스타상               | 세븐틴                                                                                |
| kakao 핫스타상                | EXO                                                                                   |
| Tencent·QQ 뮤직 아시아 스타상 | iKON                                                                                  |
| Hall of Fame                  | 젝스키스                                                                              |

### 9회
- 개최 : 2017년 12월 2일 (토요일) 오후 7시 / 고척 스카이돔

| 시상 구분                     | 수상자                                                                                |
| ----------------------------- | ------------------------------------------------------------------------------------- |
| 아티스트상                    | EXO                                                                                   |
| 앨범상                        | 아이유 - 팔레트                                                                       |
| 베스트송상                    | 방탄소년단 - 봄날                                                                     |
| 글로벌 아티스트상             | 방탄소년단                                                                            |
| Top 10                        | 빅뱅, 아이유, EXO, 방탄소년단, 레드벨벳, 위너, 헤이즈, 트와이스, 볼빨간사춘기, 워너원 |
| 신인상                        | 워너원                                                                                |
| 핫트렌드상                    | 슈가, 수란 - 오늘 취하면                                                              |
| 네티즌 인기상                 | EXO                                                                                   |
| 뮤직스타일상 OST 부문         | 에일리 - 첫 눈처럼 너에게 가겠다                                                      |
| 뮤직스타일상 락 부문          | 김희철, 민경훈 - 나비잠                                                               |
| 뮤직스타일상 랩/힙합 부문     | 다이나믹 듀오, 첸 - 기다렸다 가                                                       |
| 뮤직스타일상 R&B/소울 부문    | 수란 - 오늘 취하면                                                                    |
| 뮤직스타일상 발라드 부문      | 윤종신 - 좋니                                                                         |
| 뮤직스타일상 댄스 남자 부문   | EXO - Ko Ko Bop                                                                       |
| 뮤직스타일상 댄스 여자 부문   | 트와이스 - KNOCK KNOCK                                                                |
| 뮤직스타일상 인디 부문        | 멜로망스 - 선물                                                                       |
| 뮤직스타일상 포크/블루스 부문 | 정은지                                                                                |
| 뮤직스타일상 트로트 부문      | 홍진영, 김영철 - 따르릉                                                               |
| 뮤직스타일상 POP 부문         | 에드 시런 - Shape of You                                                              |
| 뮤직비디오상                  | 방탄소년단 - 봄날                                                                     |
| Song Writer상                 | 아이유                                                                                |
| MBC 뮤직 스타상               | 현아                                                                                  |
| kakao 핫스타상                | 워너원                                                                                |
| Stage of the Year상           | 박효신                                                                                |
| 1theK 퍼포먼스상              | 여자친구                                                                              |

### 10회
- 개최 : 2018년 12월 1일 (토요일) 오후 7시 / 고척 스카이돔

| 시상 구분                   | 수상자                                                                                    |
| --------------------------- | ----------------------------------------------------------------------------------------- |
| 아티스트상                  | 방탄소년단                                                                                |
| 레코드상                    | 워너원                                                                                    |
| 앨범상                      | 방탄소년단 - LOVE YOURSELF 轉 `Tear`                                                      |
| 베스트송상                  | iKON - 사랑을 했다                                                                        |
| 글로벌 아티스트상           | 방탄소년단                                                                                |
| Top 10                      | 에이핑크, 블랙핑크, EXO, iKON, 워너원, 마마무, 방탄소년단, 볼빨간사춘기, 비투비, 트와이스 |
| 남자 신인상                 | 더보이즈                                                                                  |
| 여자 신인상                 | (여자)아이들                                                                              |
| 핫트렌드상                  | 로꼬, 화사                                                                                |
| 네티즌 인기상               | 방탄소년단                                                                                |
| 뮤직스타일상 OST 부문       | 폴 킴 - 모든 날, 모든 순간 (Every day, Every Moment)                                      |
| 뮤직스타일상 락 부문        | 민경훈, 김희철 - 후유증                                                                   |
| 뮤직스타일상 랩/힙합 부문   | 방탄소년단 - FAKE LOVE                                                                    |
| 뮤직스타일상 R&B/소울 부문  | 아이유 - 삐삐                                                                             |
| 뮤직스타일상 발라드 부문    | 로이킴 - 그때 헤어지면 돼                                                                 |
| 뮤직스타일상 댄스 남자 부문 | 워너원 - BOOMERANG (부메랑)                                                               |
| 뮤직스타일상 댄스 여자 부문 | 블랙핑크 - 뚜두뚜두 (DDU-DU DDU-DU)                                                       |
| 뮤직스타일상 인디 부문      | 멜로망스 - 동화                                                                           |
| 뮤직스타일상 트로트 부문    | 홍진영 - 잘가라                                                                           |
| 뮤직스타일상 POP 부문       | 카밀라 카베요 - Havana                                                                    |
| 뮤직비디오상                | 여자친구 - 밤 (Time for the moon night)                                                   |
| Song Writer상               | B.I                                                                                       |
| kakao 핫스타상              | 방탄소년단                                                                                |
| Stage of the Year상         | 이선희                                                                                    |
| 1theK 퍼포먼스상            | 모모랜드                                                                                  |

### 11회
- 개최 : 2019년 11월 30일 (토요일) 오후 7시 / 고척 스카이돔

| 시상 구분                   | 수상자                                                                                 |
| --------------------------- | -------------------------------------------------------------------------------------- |
| 올해의 아티스트             | 방탄소년단                                                                             |
| 올해의 레코드               | 방탄소년단                                                                             |
| 올해의 앨범                 | 방탄소년단 - MAP OF THE SOUL : PERSONA                                                 |
| 올해의 베스트송             | 방탄소년단 - 작은 것들을 위한 시                                                       |
| 글로벌 아티스트상           |                                                                                        |
| Top 10                      | 엑소, 마마무, 방탄소년단, 볼빨간사춘기, 잔나비, 엠씨더맥스, 장범준, 태연, 청하, 헤이즈 |
| 남자 신인상                 | 투모로우바이투게더                                                                     |
| 여자 신인상                 | ITZY                                                                                   |
| 핫트렌드상                  | AB6IX                                                                                  |
| 네티즌 인기상               | 방탄소년단                                                                             |
| 뮤직스타일상 OST 부문       | 거미 '기억해줘요 내 모든 날과 그때를'                                                  |
| 베스트 락 부문              | 엔플라잉 '옥탑방'                                                                      |
| 베스트 랩/힙합 부문         | 에픽하이 '술이 달다'                                                                   |
| 베스트 R&B/소울 부문        | 헤이즈 'We don't talk together'                                                        |
| 베스트 발라드 부문          | 태연 '사계'                                                                            |
| 뮤직스타일상 댄스 남자 부문 | 방탄소년단 '작은것들을 위한 시'                                                        |
| 뮤직스타일상 댄스 여자 부문 | 청하 '벌써 12시'                                                                       |
| 베스트 인디 부문            | 멜로망스 '인사'                                                                        |
| 베스트 트로트 부문          | 홍진영 '오늘 밤에'                                                                     |
| 뮤직스타일상 POP 부문       | 빌리 아일리시 'Bad guy'                                                                |
| 뮤직비디오상                | 강다니엘 '뭐해'                                                                        |
| 송 라이터상                 | 피독                                                                                   |
| kakao 핫스타상              | 방탄소년단                                                                             |
| Stage of the Year상         | 세븐틴                                                                                 |
| 1theK 퍼포먼스상            | 더보이즈                                                                               |

12회
- 개최 : 2020년 12월 2일 - 12월 5일 오후 7시

| 시상 구분               | 수상자                                                                             |
| ----------------------- | ---------------------------------------------------------------------------------- |
| 올해의 아티스트         | 방탄소년단                                                                         |
| 올해의 앨범             | 방탄소년단 - MAP OF THE SOUL : 7                                                   |
| 올해의 베스트송         | 방탄소년단 - Dynamite                                                              |
| 글로벌 아티스트상       |                                                                                    |
| Top 10                  | 김호중, 방탄소년단, 백예린, 백현, 아이유, 오마이걸, 임영웅, 지코, 블랙핑크, IZ*ONE |
| 남자 신인상             | CRAVITY                                                                            |
| 여자 신인상             | Weeekly                                                                            |
| 핫트렌드상              | 트롯맨6                                                                            |
| 네티즌 인기상           | 방탄소년단                                                                         |
| 뮤직스타일상 OST 부문   | 조정석 '아로하'                                                                    |
| 베스트 락 부문          | 아이유 '에잇(Prd&Feat. SUGA of BTS'                                                |
| 베스트 랩/힙합 부문     | 다모임 '아마두'                                                                    |
| 베스트 R&B/소울 부문    | 백예린 'Square (2017)'                                                             |
| 베스트 발라드 부문      | 다비치 '나의 오랜 연인에게'                                                        |
| 댄스 남자 부문          | 방탄소년단 'Dynamite'                                                              |
| 댄스 여자 부문          | 블랙핑크 'How You Like That'                                                       |
| 베스트 인디 부문        | 볼빨간 사춘기 '나비와 고양이 (Feat. 백현)'                                         |
| 베스트 트로트 부문      | 임영웅 '이제 나만 믿어요'                                                          |
| POP 부문                | 샘 스미스 'To Die For'                                                             |
| 베스트 송라이터         | 영탁                                                                               |
| 베스트 퍼포먼스 디렉터  | 손성득                                                                             |
| 베스트 퍼포먼스         | 몬스타엑스                                                                         |
| 1theK Original Contents | 더보이즈                                                                           |
| 세션상 드럼부문         | 신석철                                                                             |
| 세션상 건반/신디사이저  | 홍소진                                                                             |
| 세션상 베이스부문       | 최훈                                                                               |
| 세션상 코러스부문       | 김현아                                                                             |
| 세션상 기타부문         | 적재                                                                               |

## 방송
2009년
- Y-STAR, iHQ DRAMA, 코미디TV
- SKT 네이트, 준
- Melon, 곰TV, 아프리카 TV

2010년
- MBC 드라마넷, MBC every1, MBC 게임, MBC 라이프
- Melon, 아프리카 TV
- MBC every1 (위성 DMB)

2011년
- MBC 드라마넷, MBC every1, MBC 게임, MBC 라이프
- Melon, 유튜브
- MBC every1 (위성 DMB)

2012년
- MBC every1, MBC 뮤직, MBC 라이프
- Melon, 유튜브

2013년
- MBC 드라마넷, MBC every1, MBC 뮤직, MBC 퀸
- Melon, 다음, 유튜브

2014년
- MBC every1, MBC 뮤직, MBC 퀸
- Melon, 유튜브

2015년
- MBC every1, MBC 뮤직, MBC 퀸 (대한민국), MUSIC ON! TV (일본)
- Melon, 유튜브

2016년
- MBC every1, MBC 뮤직, UXN  (대한민국), MUSIC ON! TV (일본)
- Melon, 유튜브, 텐센트 QQ 뮤직 (중화인민공화국), 텐센트 JOOX와sanook.com (태국)

2017년
- MBC every1, MBC 뮤직, MBC 드라마넷 (대한민국), MUSIC ON! TV (일본)
- Melon, 카카오TV (대한민국), 유튜브, 원더케이 (전 세계), KKbox, 텐센트 JOOX와sanook.com (중국, 말레이시아, 인도네시아, 태국, 홍콩), 타이완 따거따 myMusic (대만)

2018년
- JTBC2, JTBC4 (대한민국)
- Melon, 카카오TV (대한민국), 원더케이 (전 세계), KKbox, 텐센트 JOOX와sanook.com (중국, 말레이시아, 인도네시아, 태국, 홍콩), 타이완 따거따 myMusic (대만)

2019년
- Melon, 카카오TV (대한민국), 원더케이 (전 세계)

2020년
- Melon, 카카오TV (대한민국), 원더케이 (전 세계)

2021년
- Melon, 카카오TV (대한민국), 원더케이 (전 세계)

2022년
- 웨이브 (대한민국), B tv (대한민국), 유튜브 (전 세계)

2023년
- Melon (대한민국), 웨이브 (대한민국), ABEMA (일본), Beyond LIVE (전 세계)

2024년
- Melon (대한민국), U-NEXT(일본), 원더케이 (전 세계), 유튜브 (전 세계)

## 같이 보기
- 엠넷 아시안 뮤직 어워드
- 골든 디스크
- 하이원 서울가요대상
- 한국대중음악상
- 가온차트 뮤직 어워즈
- 아시아 아티스트 어워즈
- 소리바다 베스트 케이뮤직 어워즈
- 더 팩트 뮤직 어워즈
- 지니 뮤직 어워드
- KPMA